# Kanton Le Portel
Kanton Le Portel (francouzsky Canton du Portel) byl francouzský kanton v departementu Pas-de-Calais v regionu Nord-Pas-de-Calais. Tvořily ho dvě obce. Zrušen byl po reformě kantonů 2014.

## Obce kantonu
- Boulogne-sur-Mer (část)
- Le Portel